# Ehrenfelser
Die Weißweinsorte Ehrenfelser ist eine Neuzüchtung aus Riesling × Knipperlé. Heinrich Birk (1898–1973) – der Leiter des Instituts für Rebenzüchtung der hessischen Forschungsanstalt Geisenheim in Geisenheim war – ist der Züchter der Rebsorte. Die ursprünglichen Angaben des Züchters, es handele sich um eine Kreuzung von Riesling und Silvaner, konnten in der Zwischenzeit durch eine DNA-Analyse von Lacombe im Jahr 2010 widerlegt werden. Die Kreuzung erfolgte 1929, im Jahr 1969 wurde der Ehrenfelser in die Sortenschutzrolle und die Sortenliste eingetragen. Neben den Flächen in Deutschland sind kleinere Anpflanzungen in Australien, England und Kanada bekannt.
Bei der Namensfindung stand die Burg Ehrenfels Pate.
Der grünlichgelbe Wein hat ein feinduftiges, traubiges Aroma (Apfel, Grapefruit, Pfirsich, Aprikose). Er ähnelt dem Riesling und ist gut für Prädikatsweine geeignet.
Die Sorte Ehrenfelser war Kreuzungspartner der Neuzüchtungen Ehrenbreitsteiner und Prinzipal.
Siehe auch die Artikel Weinbau in Deutschland, Weinbau in Australien, Weinbau in Kanada  und Weinbau im Vereinigten Königreich sowie die Liste von Rebsorten.
Synonyme: Zuchtnummer Geisenheim 9-93 oder GM 9-93
Abstammung: Riesling × Knipperlé

## Verbreitung in Deutschland
Die Rebe ist vor allem in den deutschen Anbaugebieten Mittelrhein, Nahe, Rheingau, Pfalz und Rheinhessen verbreitet. Im Rahmen einer Partnerschaft mit dem Rheingau stehen auch 100 Rebstöcke in Berlin (→ Rüdesheimer Platz). In Deutschland waren im Jahr 2007 nur noch 100 Hektar mit der Rebsorte Ehrenfelser bestockt. Im Jahr 2006 waren noch 112 Hektar Anbaufläche bestockt, nachdem im Jahr 1999 immerhin 255 Hektar erhoben wurden.
| Weinbaugebiet          | Rebfläche (Hektar) |
| Ahr                    | -                  |
| Baden                  | unter 0,5          |
| Franken                | 2                  |
| Hessische Bergstraße   | 4                  |
| Mittelrhein            | 1                  |
| Mosel                  | 4                  |
| Nahe                   | 13                 |
| Pfalz                  | 32                 |
| Rheingau               | 11                 |
| Rheinhessen            | 32                 |
| Saale-Unstrut          | -                  |
| Sachsen                | -                  |
| Stargarder Land        | -                  |
| Württemberg            | unter 0,5          |
| TOTAL Deutschland 2007 | 100                |

Quelle: Beschreibende Sortenliste des Bundessortenamtes 2008, Seite 198ff.

## Ampelografische Sortenmerkmale
In der Ampelografie wird der Habitus folgendermaßen beschrieben:
- Die Triebspitze ist offen. Sie ist locker bis mittelstark weißwollig behaart. Die Jungblätter sind hellgrün und leicht bronzefarben gefleckt (Anthocyanflecken).
- Die mittelgroßen Blätter sind fünflappig und leicht rötlich berandet. Die Stielbucht ist V-förmig geschlossen. Das Blatt ist stumpf gezähnt. Die Zähne sind im Vergleich der Rebsorten grob. Die Blattoberfläche (auch Spreite genannt) ist mittelstark blasig derb.
- Die walzen- bis kegelförmige Traube ist selten geschultert,  klein bis mittelgroß und mäßig dichtbeerig. Die rundlichen Beeren sind klein bis mittelgroß und von gelbgrüner Farbe.

Der Ehrenfelser treibt mittelspät aus und ist somit wenig empfindlich gegen eventuelle späte Frühjahrsfröste. Ihn zeichnet bei guter bis sehr guter Holzreife eine gute Winterfrosthärte aus.
Die Sorte ist mäßig anfällig gegen den Echten Mehltau und den Falschen Mehltau sowie gegen die Grauschimmelfäule. Im Falle einer Infektion mit der durch Fadenwürmer übertragenen Reisigkrankheit ist der Ernteausfall stärker als im Mittel verglichen mit anderen Rebsorten.